# شان هانيتي
شان باتريك هانيتي (بالإنجليزية: Sean Patrick Hannity)‏ وهو إعلامي وكاتب ومعلق سياسي محافظ أمريكي ولد في يوم 30 ديسمبر 1961 في مدينة نيويورك في الولايات المتحدة ويقدم برنامج عرض شان هانيتي وألذي يعرض على الراديو الوطني في الولايات المتحدة وهو مع الليبرالية المحافظة.

## روابط خارجية
- شان هانيتي على موقع IMDb (الإنجليزية)
- شان هانيتي على موقع الموسوعة البريطانية (الإنجليزية)
- شان هانيتي على موقع ميوزك برينز (الإنجليزية)
- شان هانيتي على موقع إن إن دي بي (الإنجليزية)
- شان هانيتي على موقع قاعدة بيانات الفيلم (الإنجليزية)